# Berlin Brigade

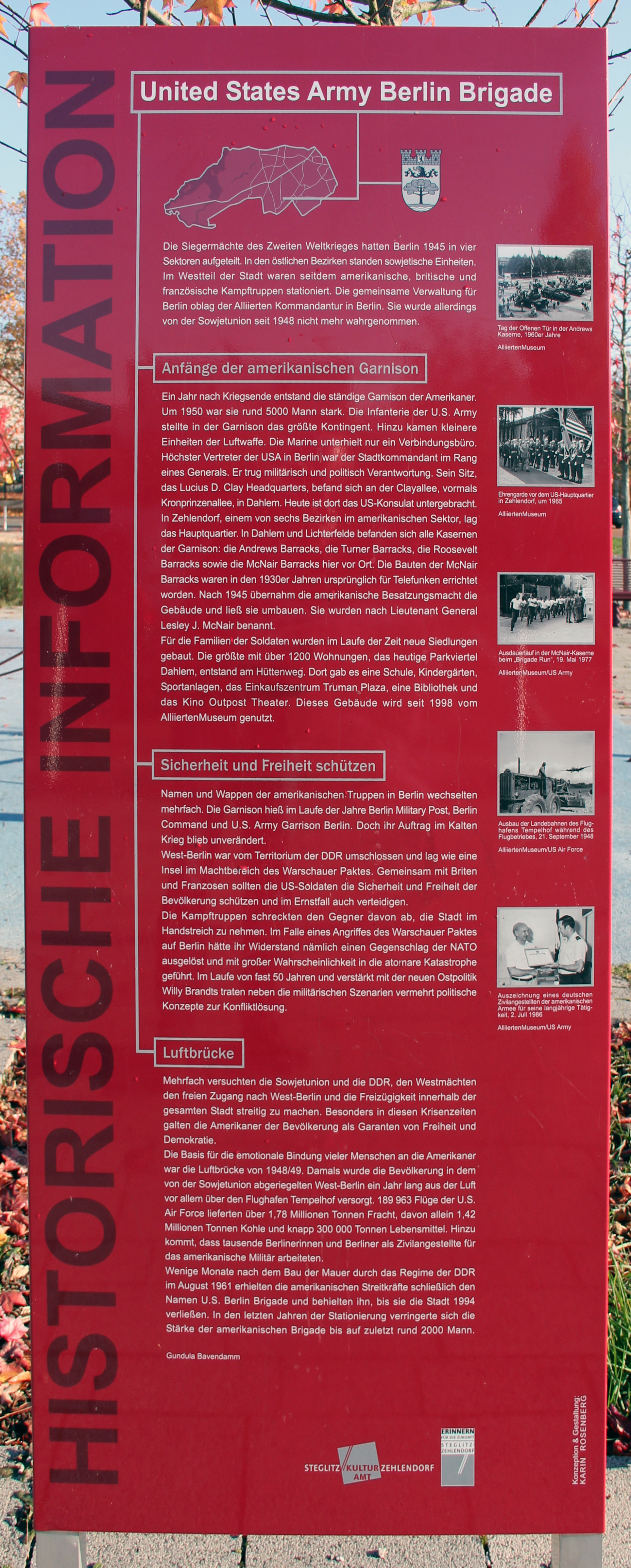
Gedenktafel am Platz der US-Berlin-Brigade in Berlin-Lichterfelde

Berlin Brigade hießen die Brigaden der United States Army und der British Army, die nach den Vereinbarungen von Jalta und Potsdam in Berlin stationiert waren.
Infolge der Vereinbarungen der Vier Mächte wurde Groß-Berlin nach der bedingungslosen Kapitulation der Wehrmacht 1945 in vier Sektoren aufgeteilt. Die Sowjetunion, das Vereinigte Königreich, Frankreich und die USA stationierten Truppen in ihren Sektoren. Angehörige der Besatzungsmächte konnten sich im gesamten Stadtgebiet zu Fuß oder in Fahrzeugen bewegen, ohne beim Überschreiten einer Sektorengrenze kontrolliert zu werden.
Die Bezeichnung Berlin Brigade wurde nur für die US-amerikanischen Einheiten in Berlin verwendet. Der offizielle Name der britischen Einheiten lautete Berlin Infantry Brigade. Frankreich unterhielt seine Garnison in Berlin unter dem Namen Forces Françaises à Berlin.
Die Sowjetunion zog sich 1948 aus dem Alliierten Kontrollrat zurück. Mit der sowjetischen Blockade Berlins 1948/49 wurden die alliierten Truppen auf eine erste Bewährungsprobe gestellt. Im Kalten Krieg hatten die westalliierten Einheiten die Aufgabe, Berlin gegen die sowjetischen Streitkräfte und „Bewaffnete Organe der DDR“ zu schützen. Der Bundesrepublik Deutschland war es nicht erlaubt, Einheiten der Bundeswehr in Berlin zu stationieren.
Nach dem Ende des Kalten Krieges zogen die Truppen der Alliierten gemäß den Bestimmungen des Zwei-plus-Vier-Vertrages bis Juli 1994 aus Berlin ab.

## US Army

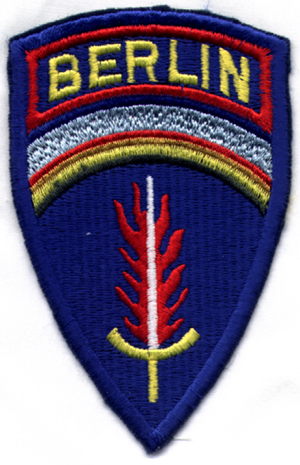
Schulterabzeichen der Berlin Brigade

Die Berlin Brigade der US-Streitkräfte war Teil der US Army Europe. Die Soldaten trugen das Schulterabzeichen der United States Army.
Die reguläre Stationierung von US-Truppen in Berlin begann am 4. Juli 1945 mit der 2. US-Panzerdivision. Noch im gleichen Jahr wurde diese von der 82. US-Luftlandedivision und der 78. US-Infanteriedivision ersetzt. Die Bezeichnung der US-Truppen in Berlin wechselten im Laufe ihrer knapp 50-jährigen Geschichte von „Berlin Military Post“ über „Berlin Command“ zu „U.S. Army, Garrison Berlin“ bis sich nach Dezember 1961 der Name „Berlin Brigade“ festigte.
Im Jahr 1950 wurde das 6. US-Infanterieregiment mit drei Bataillonen in Berlin stationiert. 1958 wurde das Regiment durch eine weitere Panzerkompanie verstärkt, sodass Kampfgruppen gebildet werden konnten.

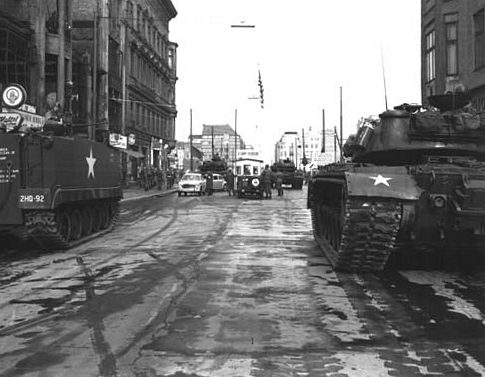
M59 (links) und M48A1 (rechts) am Checkpoint Charlie am 27. Oktober 1961 während der Berlinkrise

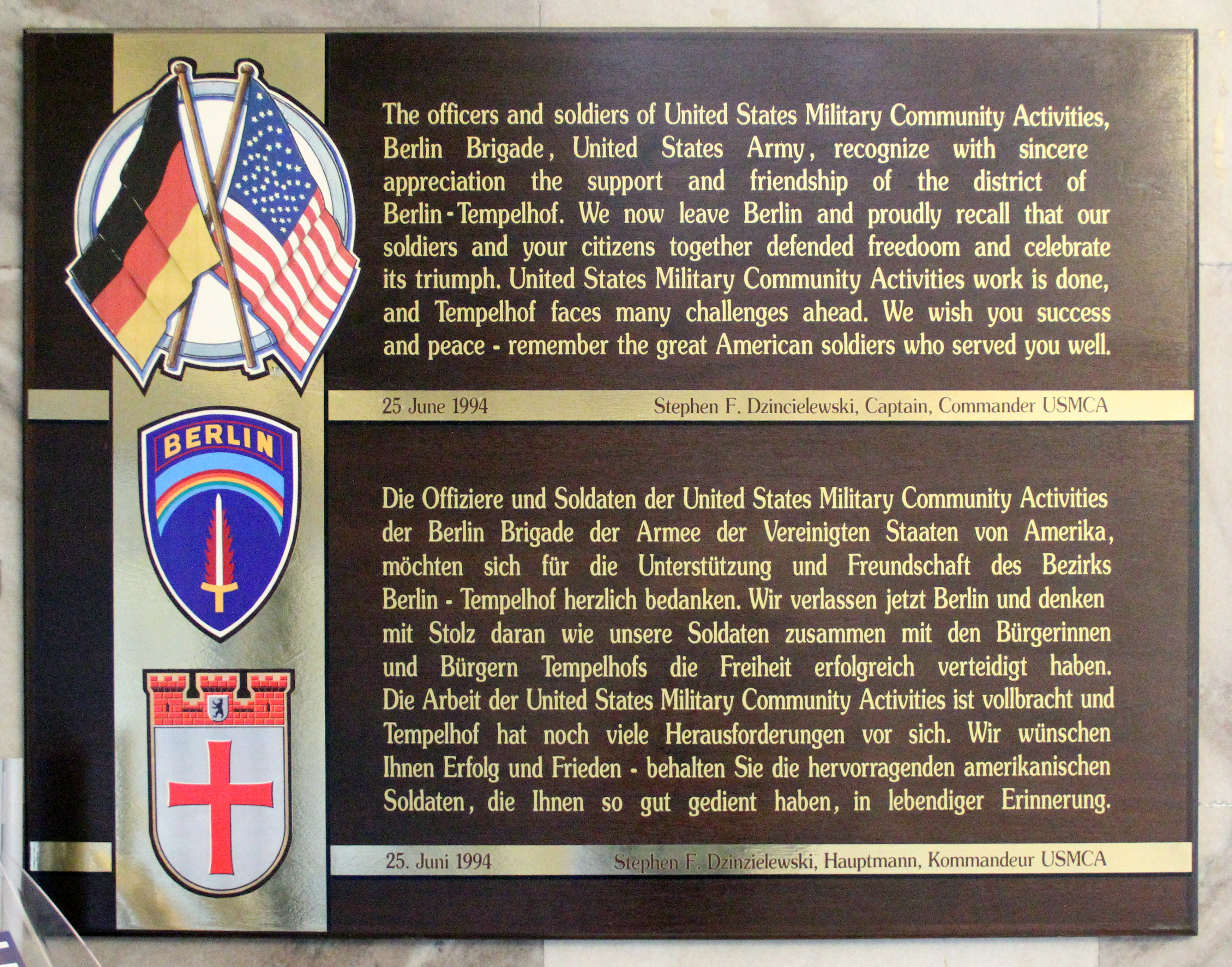
Gedenktafel am Tempelhofer Damm 163 in Berlin-Tempelhof

Als nach dem Bau der Berliner Mauer am 13. August 1961 Vizepräsident Lyndon B. Johnson Berlin am 20. August 1961 besuchte, zog – von den West-Berlinern gefeiert – auf dem Landweg über das Territorium der DDR eine Verstärkung von 1500 Mann der 8. US-Infanteriedivision in Berlin ein.
Ende Oktober 1961 kam es zu einem ernsten Zwischenfall, als am Grenzübergang Friedrichstraße Grenzposten der DDR von Angehörigen der US-Streitkräfte in Uniform und Zivil verlangten, sich vor dem Betreten Ost-Berlins einer Grenzkontrolle zu unterziehen. Dies stellte einen klaren Verstoß gegen alliierte Vereinbarungen dar. Daraufhin fuhren am Checkpoint Charlie US-Kampfpanzer M48 A1, Schützenpanzer M59 APC und sowjetische T-54 gefechtsbereit gegeneinander auf. Die gefährliche Lage wurde kurz darauf unter sowjetischer Beteiligung entschärft. Den uniformierten Angehörigen der Besatzungsmächte war nach wie vor das unkontrollierte Passieren der Sektorengrenze gestattet. Bei den Zivilangehörigen wurde nunmehr das Mitführen einer Identitätskarte, die auf Verlangen vorzuzeigen war, zur Bedingung gemacht.
Am 1. Dezember 1961 wurden die US-Truppen in Berlin umstrukturiert. Aus dem Berlin Command wurde die US Army Berlin Brigade. 1962 wurde eine zusätzliche Artilleriebatterie (Battery C, 94th Artillery) nach Berlin verlegt.
Ab Oktober 1971 erfolgte neuerlich eine Umstrukturierung: Die bis dahin selbstständige Panzerkompanie (Company F, 40th Armored Regiment) wurde dem 3rd Battalion, 6th Infantry Regiment unterstellt und so zur Bataillonkampfgruppe. Eine zweite Kampfgruppe entstand aus dem 2nd Battalion, 6th Infantry Regiment und der C/94th Artillery, eine dritte aus dem 4th Battalion, 6th Infantry Regiment und der 42nd Engineer Company.
Im Juni 1984 wurden die Infanterieeinheiten umbenannt, es entstanden so die Bataillone 4, 5 und 6 des 502nd Infanterieregiments. 1986 wurde die C/94th Artillery umbenannt in E/320th Artillery. 1990 wurde die Panzerkompanie in ein Bataillon (6th Battalion, 40th Armor) umgegliedert und mit dem modernen Kampfpanzer M1 Abrams ausgerüstet.

### Einrichtungen der US-Besatzungstruppen in Berlin
In den Bezirken Berlins, die zum Amerikanischen Sektor gehörten, befanden sich zahlreiche militärische Objekte sowie Wohngebiete und Einrichtungen für das Militärpersonal und ihre Angehörigen.

#### Zehlendorf
In dem nur zu zehn Prozent zerstörten ehemaligen Luftgaukommando an der Kronprinzenallee (heute: Clayallee) im Zehlendorfer Ortsteil Dahlem richtete die US-Armee im Juli 1945 ihr Hauptquartier ein. Rund um diese Gebäude wurden zahlreiche militärische Objekte, Wohngebiete und Versorgungseinrichtungen angesiedelt, sodass hier das Zentrum des Amerikanischen Sektors entstand.
Für die nicht in den Kasernen untergebrachten Soldaten und Offiziere sowie für ihre Angehörigen wurden mehrere Wohngebiete (Housing areas) in gesamten Gebiet Zehlendorfs und seiner Ortsteile errichtet: Das größte befand sich nördlich des Hüttenweges an der Taylor und Flanaganstraße und südlich des Hüttenweges an der Stewart- und Pritchardstraße. Die „Dreipfuhl-Housing-Area“, errichtet von der Engineer Division 1956–1957 rund um den Dreipfuhl südlich der Gary-Straße diente vor allem der Unterbringung amerikanischer Offiziere. Weitere Wohngebiete waren die Pückler-Housing-Area an der Dahlemer Pücklerstraße, das Wohngebiet an der Sundgauer Straße in Zehlendorf und die Housing-Area in Düppel zwischen der Lissabon- und der Lindenthaler Allee. Gegen die Errichtung der Häuser in Düppel klagten 1979 deutsche Anwohner. Die Klage wurde jedoch abgewiesen, da das Projekt nach dem Besatzungsrecht nicht der deutschen Gerichtsbarkeit unterlag.

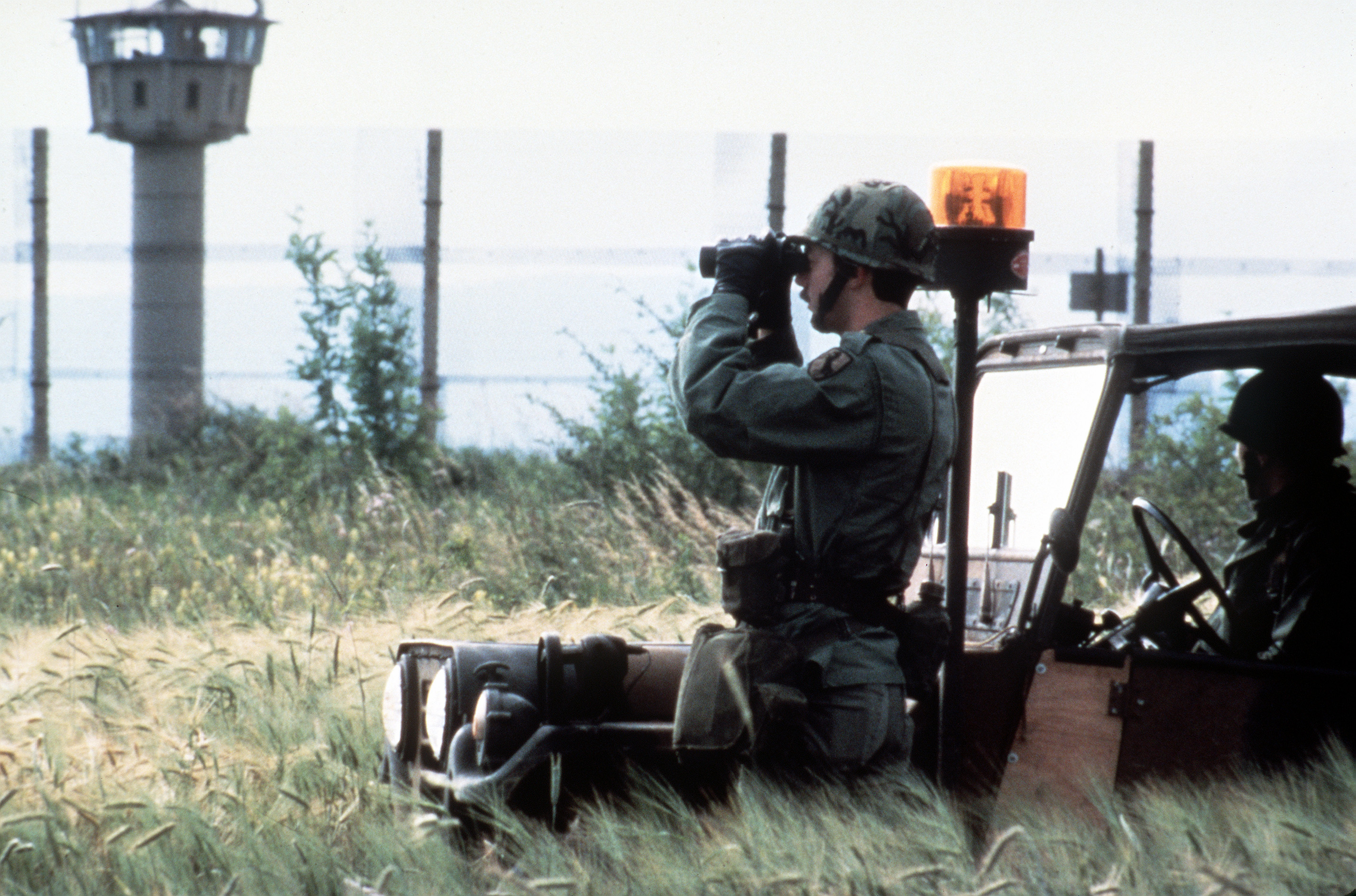
Soldaten der Berlin Brigade auf Patrouille an der Berliner Stadtgrenze, 1989

Für die Versorgung der Militärangehörigen wurde 1945 die Ladenpassage am U-Bahnhof Onkel Toms Hütte beschlagnahmt und eingezäunt. Sie beherbergte den Supermarkt Post Exchange (PX), einen Friseurladen und das Kino für die Militärangehörigen. Zum 25. Februar wurde die Ladenpassage wieder geräumt und an die Berliner Bevölkerung zurückgegeben. Allein das Kino wurde bis 1953 weiter betrieben, bis nach Plänen des amerikanischen Architekten Arnold Blauvelt das „Outpost-Theater“an der Clayallee 135 für 900 Personen fertiggestellt wurde. Von 1994 an beherbergt es das denkmalgeschützte Gebäude das AlliiertenMuseum.
Ende der 1970er Jahre entstand gegenüber dem Hauptquartier das neue Einkaufszentrum für amerikanische Soldaten „Truman Plaza“. Von einem Bus-Terminal aus führten mehrere Autobusrouten unter der Regie der „Transportation Division, Berlin Command“ zu den Einrichtungen und Wohngebieten im gesamten Amerikanischen Sektor. Nordwestlich der „Truman-Plaza“ befanden sich ein Sportzentrum sowie, weiter entlang des Hüttenwegs die Turner Barracks, Sitz der 40. Armor Brigade. Die dort stationierten Panzer gehörten zum F-Bataillon, der größten Panzerkompanie der US-Armee. Auf einem Freigelände an der Truman-Plaza fand bis 2010 das alljährliche Deutsch-Amerikanische Volksfest statt.
Für den Schulunterricht der Kinder der Militärangehörigen wurde von 1946 bis 1953 das Mädchengymnasium der Gertraudenschule Im Gehege 6–8 in Dahlem beschlagnahmt. Danach zogen Elementary und High School in ein neues Gebäude nördlich des Hüttenweges mit dem Namen Thomas A. Roberts School um. Die High School erhielt 1965 einen eigenen Neubau Am Hegewinkel.
Weitere Einrichtungen des US-Militärs im Bezirk Zehlendorf waren der Soldatensender AFN Berlin mit Gebäuden in der Podbielskiallee 28 und der Saargemünder Straße sowie Sendeanlagen an der Pacelliallee 30, der Offiziersclub „Harnack House“ im Gebäude der ehemaligen Kaiser-Wilhelm-Gesellschaft in der Ihnestraße, sowie im Ortsteil Wannsee die Freizeitanlagen Berlin Golf and Country Club an der Königstraße und das „Wannsee Recreation Center“ auf dem Wassergrundstück der ehemaligen Villa Oppenheimer Am Sandwerder.

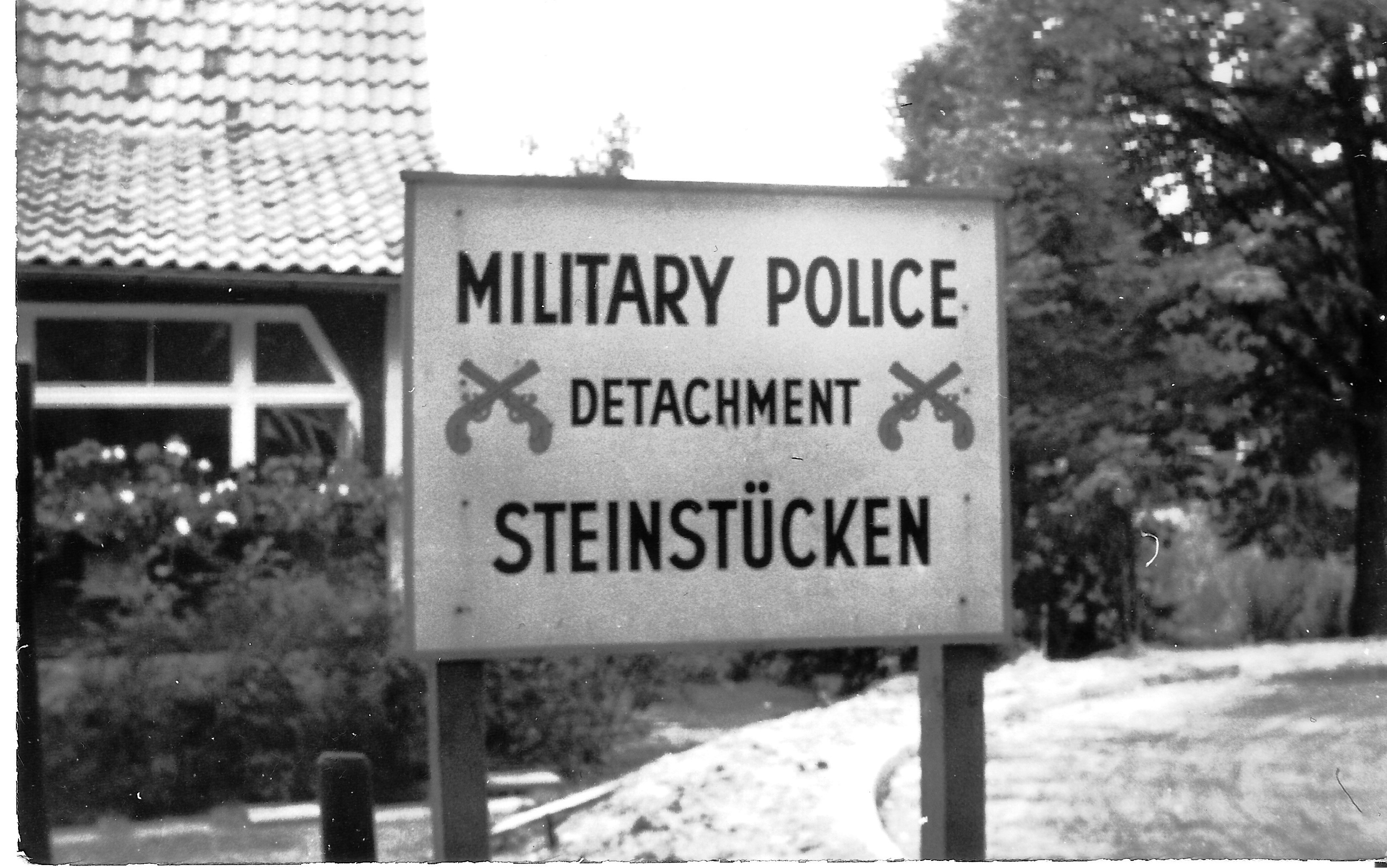
US-Militärposten in der Exklave Steinstücken

Dem gesamten alliierten Reiseverkehr auf der Transitroute durch die DDR nach Westdeutschland diente der Checkpoint Bravo an der Autobahn im Ortsteil Nikolassee. Die amerikanische Militärpolizei unterhielt einen Stützpunkt in der zu Zehlendorf gehörigen, auf dem Gebiet der DDR liegenden, Exklave Steinstücken.

#### Steglitz

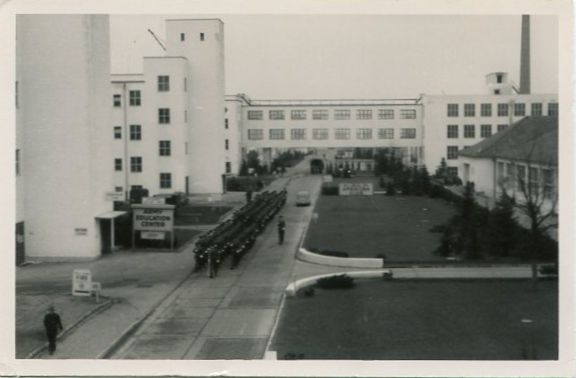
McNair Barracks 1947/1948

Im Steglitzer Ortsteil Lichterfelde befanden sich die meisten Kasernen der US-Armee: Gleich nach dem Einmarsch der US-Truppen Anfang Juli 1945 wurde das ehemalige Telefunkenwerk an der Goerzallee als Kaserne McNair Barracks beschlagnahmt. Neben den Unterkünften der Soldaten gab es dort ein Education Center, die Berlin Brigade School, Offiziers- und Soldatenmessen, Clubräume, Sporteinrichtungen, eine Snack-Bar, eine Bäckerei, einen Buchladen, eine Bibliothek, einen Militärbekleidungsladen und das Kino Coliseum. Alljährlich zum Unabhängigkeitstag der USA fand auf dem Platz des 4. Juli neben den McNair Barracks eine Militärparade statt. Eine weitere Kaserne wurde an der Finckensteinallee in der ehemaligen Hauptkadettenanstalt (bis 1945 Kaserne der Leibstandarte SS Adolf Hitler) eingerichtet, die den Namen „Andrews Baracke“ erhielt. 1953 wurde auf dem Gelände die interkonfessionelle Andrews Chapel errichtet. Die dritte Kaserne mit der Bezeichnung Roosevelt Barracks zog in die frühere Gardeschützenkaserne am Lichterfelder Gardeschützenweg ein. Zusätzlich zu den Mannschaftsunterkünften befanden sich auf dem Gelände eine Autowerkstatt und ein Supermarkt.
Ebenfalls im Steglitzer Ortsteil Lichterfelde befand sich am Bahnhof Lichterfelde-West der amerikanische Militärbahnhof und das US Rail Transport Office. Von hier aus fuhr der Berlin Duty Train, der den Amerikanischen Sektor Berlins mit den US-Einrichtungen in Frankfurt am Main sowie dem Militärhafen in Bremerhaven verband.
Als US-Militärhospital wurde 1945 das Stubenrauch-Krankenhaus an der Straße Unter den Eichen 44–46 in Lichterfelde beschlagnahmt. 1972 wurde der Grundstein für einen Neubau auf dem dahinter gelegenen Gelände gelegt. Das neue Gebäude, das nach vierjähriger Bauzeit für 61,5 Millionen Mark (kaufkraftbereinigt in heutiger Währung: rund 94,5 Millionen Euro) fertiggestellt wurde, konnte am 27. Juni 1976, dem 201. Jubiläum des Army Medical Departments, seiner Bestimmung übergeben werden. Nach dem vollständigen Umzug zum 1. Oktober 1976 wurde der Altbau  dem Land Berlin zurückgegeben.
Im Steglitzer Ortsteil Lankwitz besetzten amerikanische Einheiten auch die von der sowjetischen Armee geräumte Kaserne des ehemaligen 12. Flakregiments auf dem Grundstück Gallwitzallee/Emmichstraße. In der Kaiser-Wilhelm-Straße 10 wurde zusätzlich im Juli 1945 eine Offiziersmesse eingerichtet. Die Kaserne erhielt zunächst den Namen Patton Barracks, dann Oliver Barracks. Zum Komplex der Oliver Barracks gehörte ebenfalls die ehemalige Kaserne des Kraftfahrbataillons in der Lankwitzer Malteserstraße 74–100 (bis 1960: Marienfelder Straße). In diese Gebäude zog 1949 die Pädagogische Hochschule Berlin ein. In den Oliver Barracks war die Einheit des 16th Constabulary Squadron stationiert, eine motorisierte Polizeieinheit, die die Aufgabe hatte, die Straßen der besetzten Stadt zu patrouillieren und feste Kontrollpunkte zu besetzen. Zusätzlich patrouillierte die Einheit die Autobahn durch die Sowjetische Besatzungszone und stellte ein Wachbataillon für das Kriegsverbrechergefängnis Spandau. Eine berittene Einheit, die Horse Platoon, wurde dem 16th Constabulary Squadron 1946 zugeordnet, die bei zahlreichen militärischen Zeremonien eingesetzt wurde.
Die Gebäude an der Gallwitzallee und der Emmichstraße wurden Ende der 1940er Jahre geräumt und an die Berliner Polizei übergeben. Das US-Militär zog in die Lichterfelder McNair-Kaserne um. Auf dem südlichen Teil des Geländes an der Gallwitzallee wurde das St.-Marien-Hospital errichtet.

#### Tempelhof

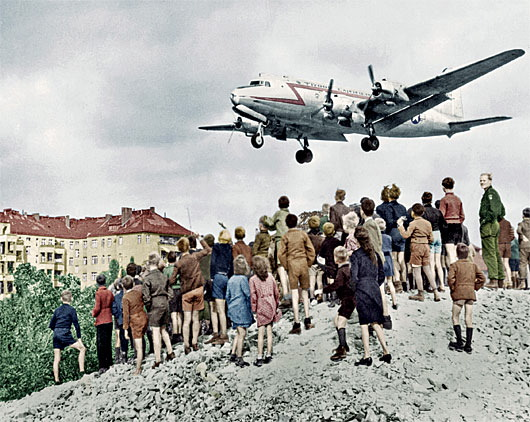
C-54 Transportflugzeug landet in Tempelhof während der Berlin-Blockade

Die US-Luftwaffe beanspruchte den gesamten nordöstlichen Flügel des Zentralflughafens Tempelhof. In den Bauten entlang des Columbiadamms entstanden neben den Betriebseinrichtungen des Militärflughafens zahlreiche Versorgungseinrichtungen für die Soldaten und deren Familien. Zum Platz der Luftbrücke hin befand sich der Offiziersclub „Silver Wings“, auf der anderen Seite des Columbiadamms das Truppenkino „Columbia“. Der Flughafen war in den Jahren 1948/1949 Hauptschauplatz der Luftbrücke. Im Gebäude wurde im Mai 1979 ein US-Militärgericht eingerichtet, in dem der Fall eines Luftpiraten verhandelt wurde, der ein polnisches Verkehrsflugzeug nach Tempelhof entführt hatte. Den Vorsitz führte der US-Bundesrichter Herbert J. Stern.
Im Süden des Bezirks, im Ortsteil Marienfelde, unterhielt die US-Luftwaffe auf einem Trümmerberg nahe der Grenze zur DDR am Diedersdorfer Weg die Radaranlage Marienfelde. Gebäude und Anlagen auf dem 13 Hektar großen Areal wurden Ende 1991 abgerissen.

#### Kreuzberg
An der Friedrichstraße befand sich an der Sektorengrenze vom Amerikanischen zum Sowjetischen Sektor der Checkpoint Charlie, der von alliierten Angehörigen, Diplomaten und ausländischen Staatsbürgern zur Einreise nach Ost-Berlin genutzt wurde.

### Kommandanten
Die Rolle des amerikanischen Stadtkommandanten wurde in der Grundsatzerklärung über die Befugnisse und Beziehungen des amerikanischen Stadtkommandanten von Berlin vom 5. August 1950 geregelt. So war dieser der persönliche Vertreter des amerikanischen Hochkommissars für Deutschland in Berlin und diesem zu Bericht verpflichtet. Nach dem Ende der Besatzung Deutschlands am 5. Mai 1955 übernahm der jeweilige US-Botschafter in Bonn die Funktion des Hochkommissars. Der Stadtkommandant war darüber hinaus auch der Vertreter der Vereinigten Staaten von Amerika in der alliierten Kommandantur, in der er gemeinsam mit dem britischen und französischen Stadtkommandanten alle Beziehungen zu der Stadtverwaltung von West-Berlin koordinierte. Im Falle eines Notstandes, in dem die deutschen Behörden nicht die öffentliche Ruhe und Ordnung aufrechtzuerhalten imstande waren, übernahm der Stadtkommandant die Verantwortung. Der Stadtkommandant war in der Regel zugleich oberster Befehlshaber der Berlin Brigade als auch Leiter der US-Mission in Berlin.

### Abzug der US Army
Mit der Wiedervereinigung Deutschlands änderte sich die Situation der US Army Berlin Brigade grundlegend, da die Hauptbedrohung durch sowjetische Truppen künftig wegfiel. 1991 verließ daher das 4th Battalion, 502nd Infantry Berlin.
Teile der Berlin Brigade wurden im März 1993 als Teil der UNPROFOR nach Nordmazedonien verlegt. Sie nahmen auch an der Operation Able Sentry teil.
Die Berlin Brigade wurde offiziell am 6. Juli 1994 durch US-Präsident Bill Clinton deaktiviert.

### Einheiten der US Army und Air Force in Berlin
Zuletzt waren folgende Einheiten in Berlin stationiert:
- Hauptquartier, US-Army Berlin-Brigade (BBDE)
- 4th Battalion, 502nd Infantry Regiment
- 5th Battalion, 502nd Infantry Regiment
- 6th Battalion, 502nd Infantry Regiment
- Battery E, 320th Field Artillery
- 6th Battalion, 40th Armored Regiment
- 42nd Engineer Company
- 42nd Military Police Group
- 287th Military Police Company
- 43rd Chemical Detachment
- 766th Military Intelligence Detachment
- 168th Medical Detachment
- 298th Army Band
- 7782nd Special Troops Battalion
- 7350th US Air Base Group
- 8001st US Army Reserve
- Berlin Aviation Detachment
- 6941st Guard Battalion

Für die Truppen der Berlin Brigade und deren Angehörigen wurde eigens eine wöchentliche Truppenzeitschrift, der Berlin Observer, zwischen 1945 und 1994 herausgegeben.

## British Army

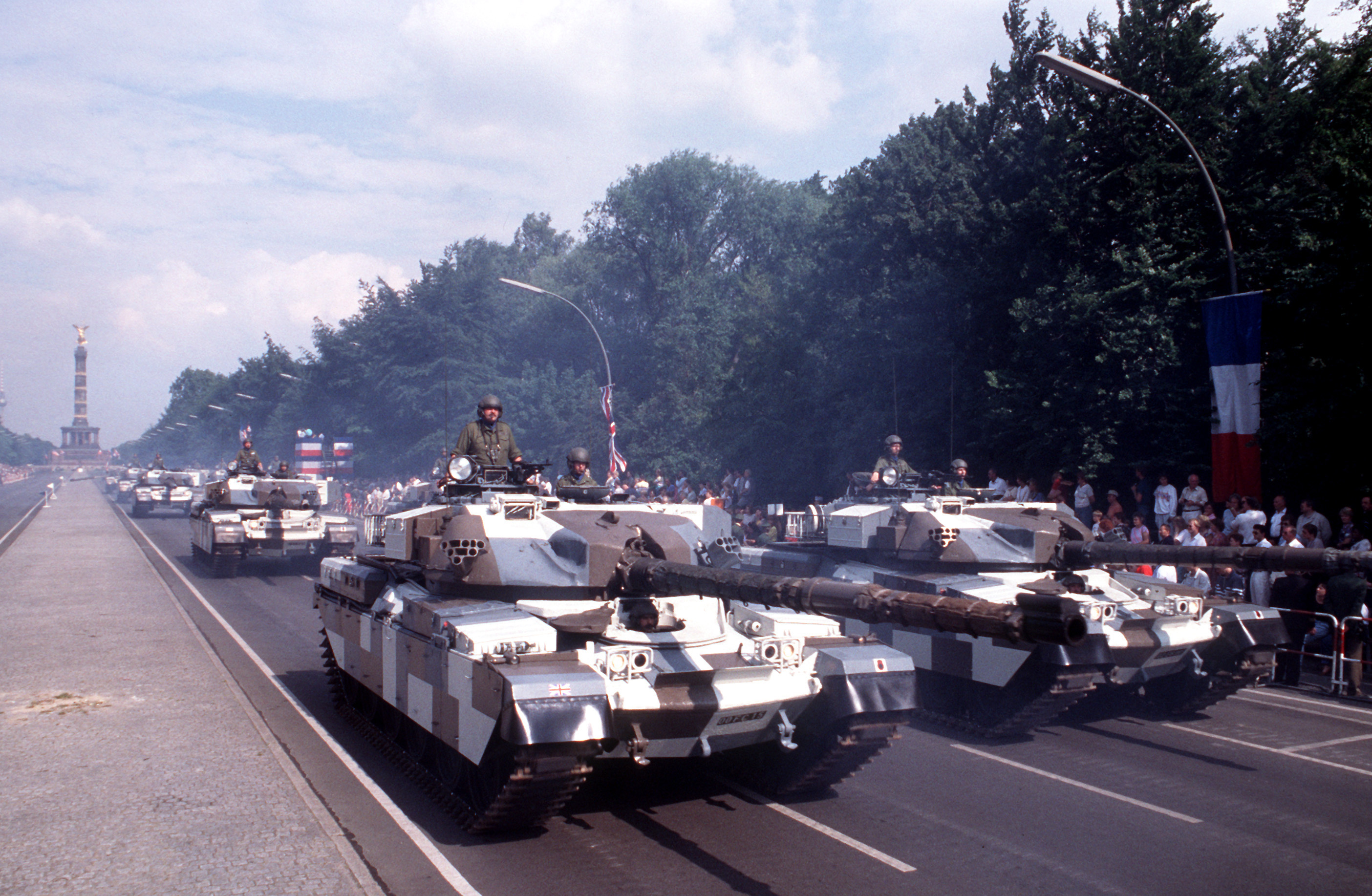
Chieftain-Kampfpanzer während der letzten alljährlichen Parade der Alliierten Streitkräfte am 18. Juni 1989 auf der Straße des 17. Juni in West-Berlin

Die Berlin Infantry Brigade der British Army umfasste drei Infanteriebataillone, eine Panzer-Eskadron sowie weitere Unterstützungseinheiten mit insgesamt 3000 Soldaten. Die Brigade war zunächst nicht Teil der Britischen Rheinarmee (BAOR). Erst Mitte der 1980er Jahre wurde sie der BAOR zugeteilt.
Die Infanteriebataillone der Brigade wurden in einem Rotationsverfahren alle zwei Jahre ausgetauscht. Die Panzer-Eskadron wurde vom 1. Korps der Rheinarmee zugeteilt. In Berlin waren dauerhaft stationiert:
- 7 Flight Army Air Corps
- 62 Transport and Movements Squadron RCT

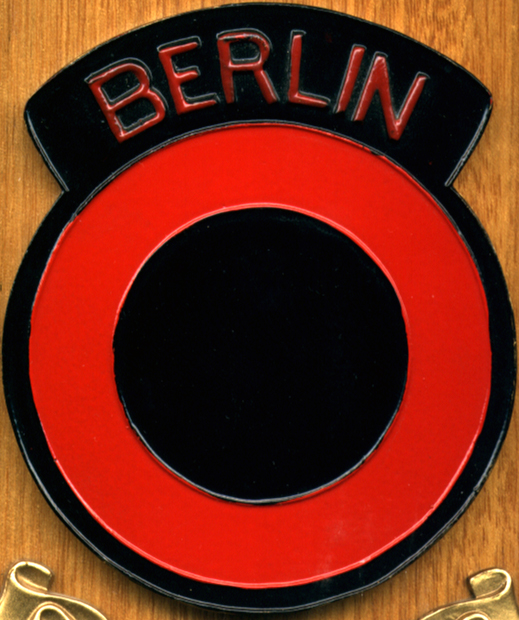
Abzeichen der britischen Berlin Infantry Brigade

- 38 (Berlin) Field Squadron RE
- 229 Signals Squadron R Signals
- 247 Provost Company – RMP
- 248 German Security Unit – RMP
- British Military Hospital Berlin
- 3 Intelligence & Security Company

| Datum         | Name                          |
| ------------- | ----------------------------- |
| November 1946 | British Troops Berlin         |
| Februar 1949  | Area Troops Berlin            |
| Oktober 1953  | Berlin Infantry Brigade Group |
| Dezember 1963 | Berlin Infantry Brigade       |
| April 1977    | Berlin Field Force            |
| Januar 1981   | Berlin Infantry Brigade       |

## Ehrungen
1990, im Jahr der Wiedervereinigung Deutschlands, wurden die amerikanische Berlin Brigade und die 7350th Air Base Group gemeinsam mit der britischen Royal Air Force und der Berlin Infantry Brigade gemeinsam mit den in Berlin stationierten französischen Streitkräften vom Senat der Stadt Berlin mit der Ernst-Reuter-Plakette ausgezeichnet.